# Hrvoslav Ban
Dušan (Kristijan) Lončarević ili Hrvoslav Ban (Stobi, 31. kolovoza 1924. – Humac, 23. travnja 2000.) bio je hrvatski katolički svećenik iz reda franjevaca, književnik, novinski i radijski urednik.

## Životopis
Kršten je imenom Dušan. U drugoj polovini 1940-ih studirao je arheologiju i povijest umjetnosti u Beogradu. U Rimu je studirao od 1966. do 1969. te od 1971. do 1972. filozofiju i teologiju na Papinskom sveučilištu Gregoriana i Papinskom kolegiju za kasna zvanja. Tamo je uređivao povijesno-kulturnu rubriku Radio Vatikana. Stupio je u Red franjevaca konventualaca 1969. godine. Ubrzo je otpušten iz reda te se odselio 1972. u SAD, gdje je postao članom Franjevačke kustodije Sv. obitelji i bio zaređen za svećenika 1973. godine.
Bio je župni pomoćnik u New Yorku (1973.–1974. i 1978.–1981.), Sharonu (1981.–1982.) te u Chicagu (1982.–1992.). Nakon povratka u domovinu djelovao je u župi Veljaci (1992.–1993.), u Zagrebu (1993.–1994.) te do kraja života na Humcu.
Većinu djela objavio pod imenom Hrvoslav Ban, a potpisivao se i pseudonimima Danibor i Danimir Horvat te redovničkim imenom Kristijan.

## Djela
- „Na školskoj stazi” (Beograd, 1941.)
- „Mali Gundulić” (Beograd, 1951.)
- „Srebrni oklopnik” (Beograd, 1964.)
- „Bojište i krijes” (Šibenik, 1970.)
- „Opsada crkve u Bistrici” (Split, 1971.)
- „Robovi zlatne magle” (New York, 1974.)
- „Urotnik na Manhattanu” (Chicago, 1979.)
- „Hrvatski Parsifal” (New York, 1980.)

### Članci
- Armanda, Ivan; Rogić Musa, Tea; Hameršak, Filip. 2018–2021. Lončarević, Kristijan. Hrvatski biografski leksikon. Zagreb.  journal zahtijeva |journal= (pomoć)